# Фризо-франкские диалекты
Фризо-франкские диалекты — это собирательное название группы западно-германских диалектов, на которых говорят на побережье Северного моря в Нидерландах, в той области, которая исторически известна как Фризия. Хотя они являются формами нижнефранкских диалектов, речь идёт не о связной языковой группе или языковой семье: все эти диалекты, относящиеся к нескольким разным подгруппам, испытали сильное влияние западнофризского языка.
Эта группа включает в себя пять подгрупп или диалектов: западнофрисландский, билтский, амеландский, мидсландский и городской фризский. Также в эту группу диалектов неоднократно помещались береговой голландский и кеннемерландский, а также другие родственные им диалекты, связанные с западно-фрисландским. Но, независимо от разъяснения, эти диалекты чаще считаются голландскими. Зеландский также рассматривается как фризо-франкская языковая форма.
Западно-фрисландский является старейшим из этой группы диалектов. В XIX веке он распался на три основных поддиалекта с гораздо большим количеством голландского акцента: занский, ватерландский и западно-фрисландский.
По другую сторону от Фрисландии встречаются аналогичные фризо-саксонские диалекты, которые являются формами нижнесаксонского языка, находящимися на фризском субстрате.
Существует ещё одна группа переходных диалектов, в которых присутствуют все три составляющие, они называются фризо-франко-саксонские. Хороший пример такого диалекта — уркский. Иногда к ним также причисляется такой поддиалект западно-фрисландского, как энкхёйзенский, из-за того что он испытал влияние нижнесаксонского сильнее, чем остальные западно-фрисландские диалекты.